# 南京南駅
南京南駅 （ナンキンみなみえき、英語Nanjingnan Station、中国語:南京南站) は、中華人民共和国江蘇省南京市雨花台区にある、中国鉄路総公司（CR）と南京地下鉄の駅。
京滬高速鉄道は、玄武湖に面し南京中心街に近い従来の南京駅には乗り入れず、市街地の南郊を通り新駅を設けることとした。これが南京南駅で、周囲は新都心として開発が進められている。京滬高速鉄道のほかに寧杭旅客専用線、滬漢蓉旅客専用線（合寧線）、滬寧沿江高速鉄道、寧安旅客専用線なども同駅に乗り入れており、中国高速鉄道の重要なハブの一つであり、駅舎は東アジア最大級の規模を誇る。

## 乗り入れ路線
中国鉄路総公司
京滬高速鉄道
滬寧沿江高速鉄道
寧杭旅客専用線
合寧線（滬漢蓉旅客専用線の一部）
寧安都市間鉄道
南京地下鉄
| 番線 | 路線                         | 方面                    | 行先                  |
| ---- | ---------------------------- | ----------------------- | --------------------- |
|      | 南京地下鉄1号線              | 新街口・南京駅 方面     | 八卦洲大橋南 行き     |
|      | 南京地下鉄1号線              | 百家湖・天印大道 方面   | 中国薬科大学 行き     |
|      | 南京地下鉄3号線              | 鶏鳴寺・林場 方面       | 琥珀泉 行き           |
|      | 南京地下鉄3号線              | 九龍湖・秣周東路 方面   | 秣陵 行き             |
|      | 南京地下鉄S1号線             | 吉印大道・禄口機場 方面 | 空港新城江寧 行き     |
|      | 南京地下鉄S3号線             | 油坊橋・馬騾圩 方面     | 高家沖 行き           |
|      | 南京地下鉄S3号線             | 石楊路・東流 方面       | 仙林駅 行き（計画中） |
|      | 南京地下鉄6号線（事業中）    | 明故宮・棲霞山 方面     | 摂山 行き             |
|      | 南京地下鉄18号線（着工待ち） | 鼓楼・南京北駅 方面     | 盤城 行き             |
|      | 南京地下鉄18号線（着工待ち） | 仏城西路・禄口機場 方面 | 銅山 行き             |

## 歴史
- 2008年1月10日 - 建設開始。
- 2011年
  - 6月28日 - 1号線が開業。
  - 6月30日 - 京滬高速鉄道が開業。
- 2013年
  - 3月5日 - 中国国鉄解体。
  - 3月14日 - 中国鉄路総公司が発足。中国国鉄の駅は中国鉄路総公司の駅となる。
  - 7月1日 - 寧杭旅客専用線が開業。
- 2014年7月1日 - S1号線が開業
- 2015年4月1日 - 3号線が開業
- 2017年
  - 3月26日 - 21番線にD3026/7次列車（中国語版）進入時、人がホームと電車の間に挟まれる事故が発生。
  - 8月12日 - 駅構内で幼女が性犯罪に巻き込まれる事件（中国語版）が発生。
  - 12月6日 - S3号線が開業

## 駅構造

### 中国鉄路総公司
島式ホーム15面28線の高架駅である。

### 南京地下鉄
1・3号線の駅施設とS1・S3号線の駅施設は別々に存在する。
1・3号線の駅施設は中国鉄路総公司の駅舎の地下を南北に貫く形で位置する。1・3号線のホームは同一階で並列に配置されており、島式ホーム2面4線を有している。外側2線に1号線の電車が、内側2線に3号線の電車が発着する。
S1・S3号線の駅施設は北広場の地下を東西に貫く形で位置する。S1・S3号線のホームも同一階で並列に配置されており、相対式ホームの間に島式ホーム1面がある、3面4線を有している。南側の2線にS1線の電車が、北側の2線にS3線の電車が発着する。
| 番線 | 路線                         | 方面                    | 行先                  |
| ---- | ---------------------------- | ----------------------- | --------------------- |
|      | 南京地下鉄1号線              | 新街口・南京駅 方面     | 八卦洲大橋南 行き     |
|      | 南京地下鉄1号線              | 百家湖・天印大道 方面   | 中国薬科大学 行き     |
|      | 南京地下鉄3号線              | 鶏鳴寺・林場 方面       | 琥珀泉 行き           |
|      | 南京地下鉄3号線              | 九龍湖・秣周東路 方面   | 秣陵 行き             |
|      | 南京地下鉄S1号線             | 吉印大道・禄口機場 方面 | 空港新城江寧 行き     |
|      | 南京地下鉄S3号線             | 油坊橋・馬騾圩 方面     | 高家沖 行き           |
|      | 南京地下鉄S3号線             | 石楊路・東流 方面       | 仙林駅 行き（計画中） |
|      | 南京地下鉄6号線（事業中）    | 明故宮・棲霞山 方面     | 棲霞 行き             |
|      | 南京地下鉄18号線（着工待ち） | 鼓楼・南京北駅 方面     | 北斗産業園 行き       |
|      | 南京地下鉄18号線（着工待ち） | 仏城西路・禄口機場 方面 | 銅山 行き             |

## 利用状況

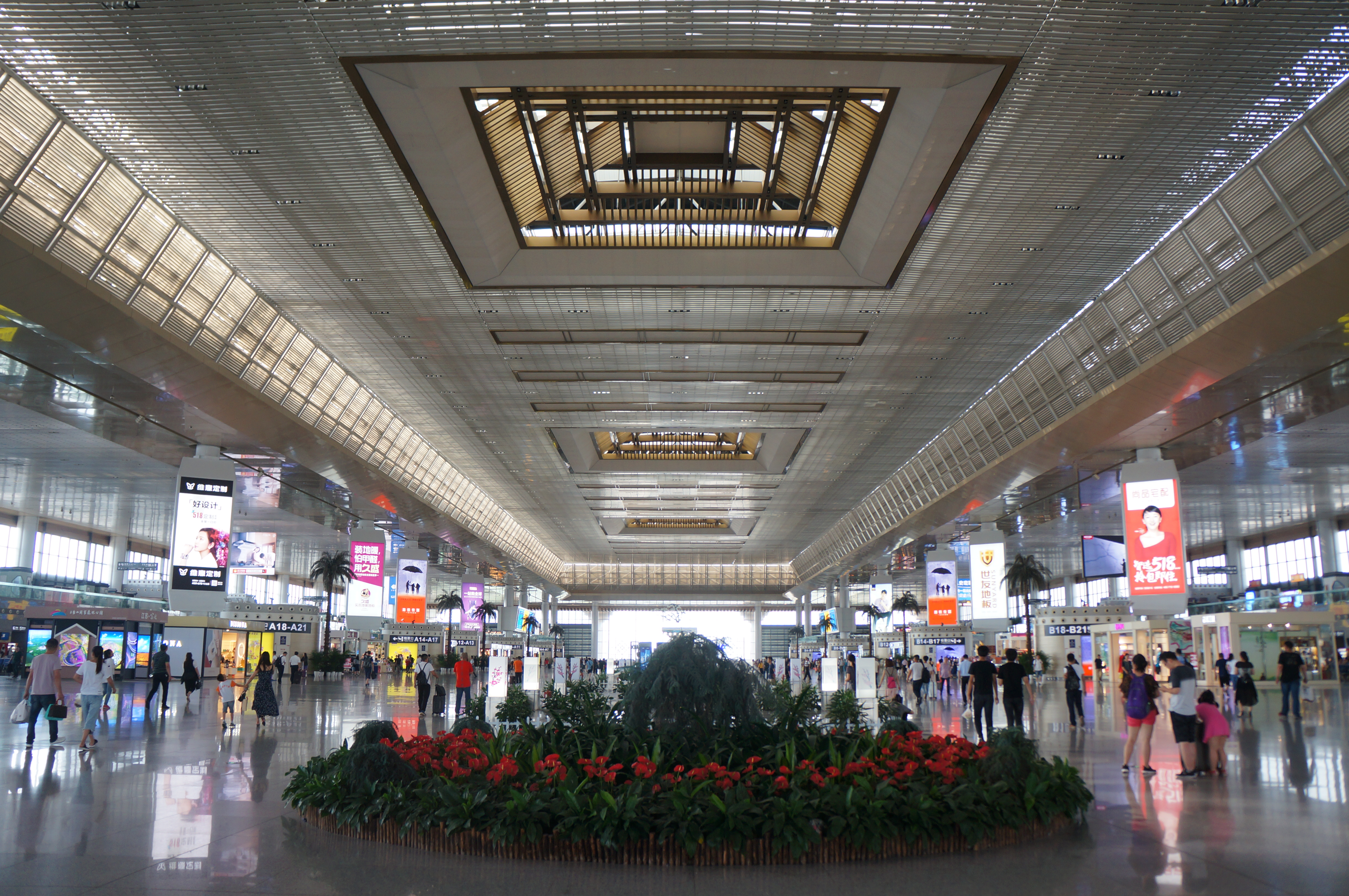
出発ロビー
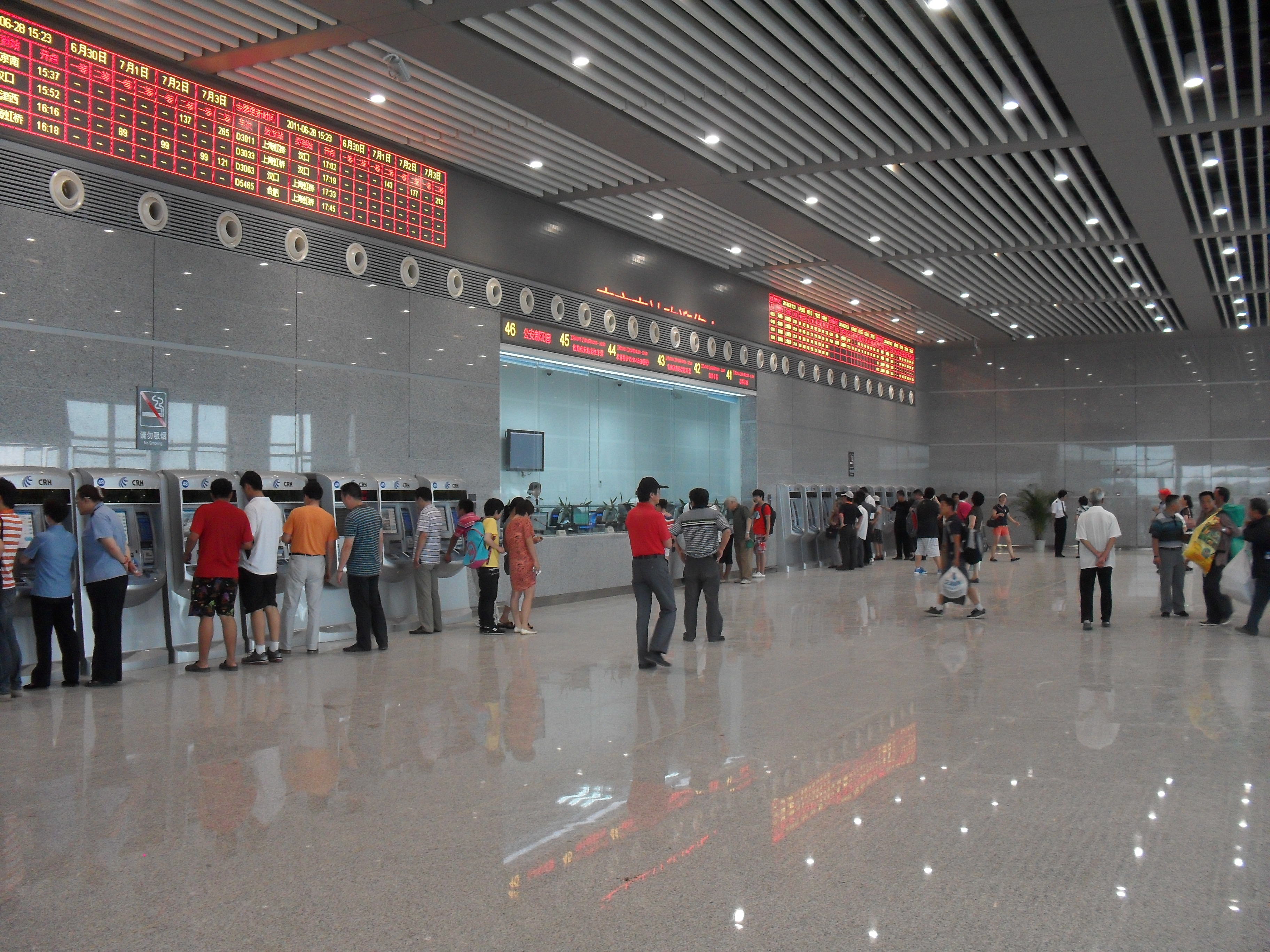
切符売り場
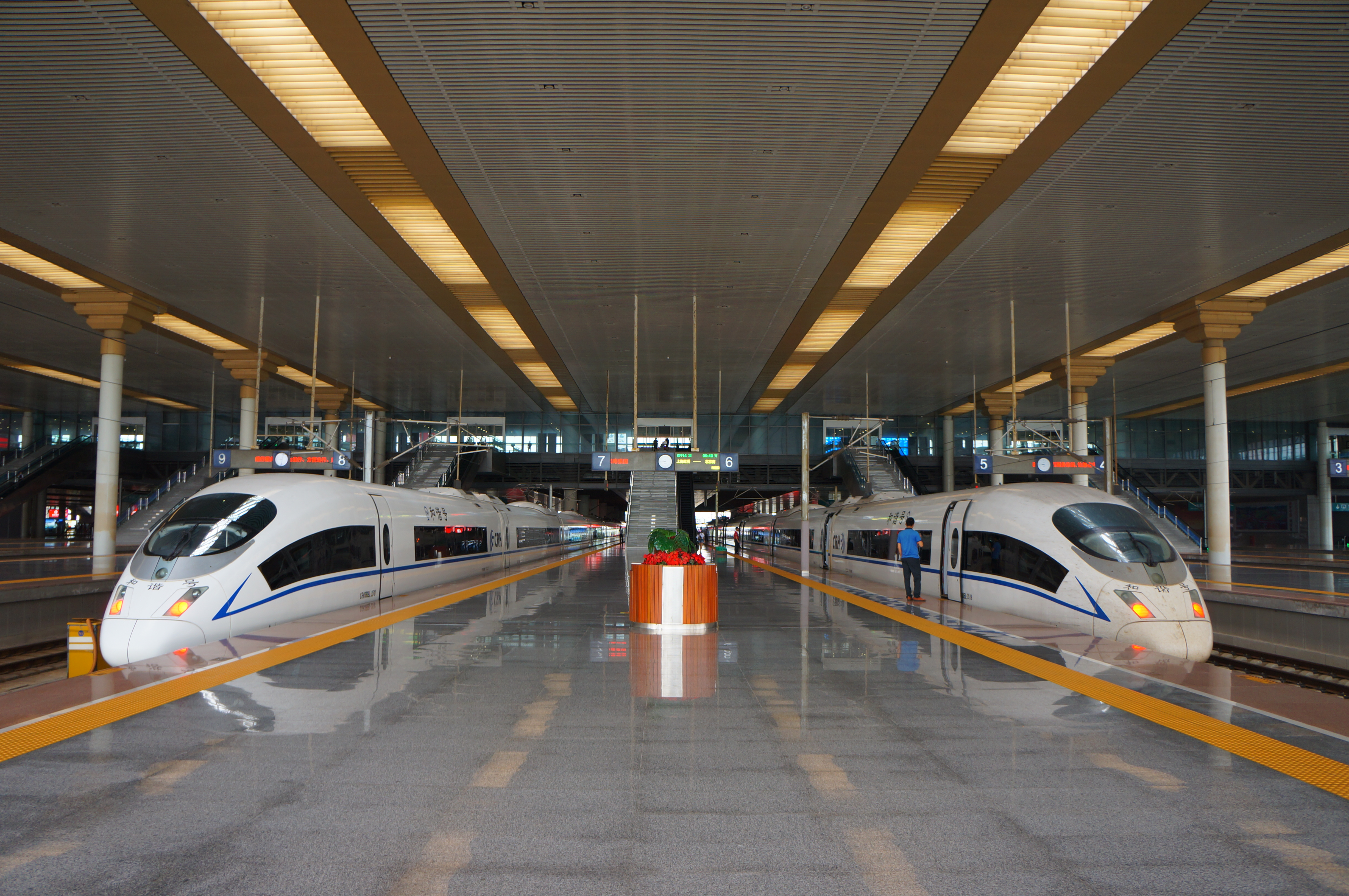
ホーム

## 駅周辺
- 南京汽車客運南站
- 南京明発商業広場
- 南部創業園
- 緑地之窓

## 隣の駅
中国鉄路総公司
京滬高速鉄道
滁州駅 - 南京南駅 - 鎮江南駅
寧杭旅客専用線
南京南駅 - 江寧駅
合寧線
江浦駅 - 南京南駅

南京地下鉄
 1号線
花神廟駅 - 南京南駅 - 双竜大道駅
■3号線
明発広場駅 - 南京南駅 - 宏運大道駅
 S1号線
南京南駅 - 翠屏山駅
■S3号線
南京南駅 - 景明佳園駅